# Vida Máté
Vida Máté (Budapest, 1996. március 8. –) hatszoros magyar válogatott labdarúgó, a Karcag középpályása.

## Pályafutása

### Klubcsapatokban

#### Vasas
Vida Máté 2007-ben, mindössze tizenegy éves korában lett a Vasas Kubala Akadémia játékosa, és végigjárta a korosztályos csapatokat a fővárosi csapatnál. 2013-ban kötött profi szerződést a Vasassal, majd a következő szezonban bemutatkozott a felnőttek között is. 2014 májusában érdeklődött utána a holland Vitesse csapat is. A 2014-15-ös idény végén NB II-es bajnoki címet, és feljutást ünnepelhetett a klub játékosaként. A szezon végén 2018 nyaráig meghosszabbította a szerződését. Egy év múlva alapember volt a bent maradást kiharcoló Vasasban, az utolsó fordulóban látványos és fontos gólt szerzett az MTK ellen.
A 2016-2017-es szezon második felének nagy részét ki kellett hagynia, miután 2018 januárjában térdsérülést szenvedett. Márciusban vakbélműtéten esett át, majd ezt követő egy hónapos kihagyást követően tért vissza a pályára. A Vasas a bronzéremmel véget ért idényt követően a 2017-2018-as szezonban végig a kiesés elkerülése ellen harcolt, amit nem sikerült a csapatnak elkerülnie. A klub több alapember iránt érdeklődtek más klubok, Vidát a Videoton szerződtette volna, de ő úgy nyilatkozott, kitölti 2019 nyaráig szóló szerződését.

#### DAC
2018 nyarán a szlovákiai DAC 1904 csapatához szerződött. 2020 júniusában elülső keresztszalag-szakadást szenvedett és több hónapos kihagyásra kényszerült. A 2020-2021-es szezont teljes egészében ki kellett hagynia, és 2021 májusában hivatalossá vált, hogy az idény végén távozik a csapattól, nem hosszabbítja meg lejáró szerződését, majd augusztusban visszatért a Vasasba.

### A válogatottban
A magyar U20-as válogatott tagjaként részt vett a 2015-ös U20-as labdarúgó-világbajnokságon.
Klubcsapatában nyújtott teljesítményének köszönhetően a magyar felnőtt válogatott keretébe is bekerült, 2016. május 20-án, Elefántcsontpart ellen mutatkozott be címeres mezben. Ugyan a 2016-os labdarúgó-Európa-bajnokság előtt bő keretbe nevezte Bernd Storck, a kontinenstornára utazó keretbe nem sikerült bekerülnie.

## Statisztika

### A válogatottban
| Magyarország | Magyarország | Magyarország |
| Év           | Mérk.        | Gólok        |
| ------------ | ------------ | ------------ |
| 2016         | 3            | 0            |
| 2017         | —            | —            |
| 2018         | —            | —            |
| 2019         | 3            | 0            |
| Összesen     | 6            | 0            |

### Mérkőzései a válogatottban
| Magyarország | Magyarország       | Magyarország             | Magyarország | Magyarország | Magyarország     | Magyarország | Magyarország | Magyarország |
| #            | Dátum              | Helyszín                 | Hazai        | Eredmény     | Vendég           | Kiírás       | Gólok        | Esemény      |
| ------------ | ------------------ | ------------------------ | ------------ | ------------ | ---------------- | ------------ | ------------ | ------------ |
| 1.           | 2016. május 20.    | Budapest, Groupama Aréna | Magyarország | 0 – 0        | Elefántcsontpart | barátságos   | -            | 89'          |
| 2.           | 2016. október 10.  | Riga, Skonto stadion     | Lettország   | 0 – 2        | Magyarország     | vb-selejtező | -            | 83'          |
| 3.           | 2016. november 15. | Budapest, Groupama Aréna | Magyarország | 0 – 2        | Svédország       | barátságos   | -            | 46'          |
| 4.           | 2019. október 10.  | Split, Poljud Stadion    | Horvátország | 3 – 0        | Magyarország     | Eb-selejtező | -            |              |
| 5.           | 2019. október 13.  | Budapest, Groupama Aréna | Magyarország | 1 – 0        | Azerbajdzsán     | Eb-selejtező | -            |              |
| 6.           | 2019. november 15. | Budapest, Puskás Aréna   | Magyarország | 1 – 2        | Uruguay          | barátságos   | -            |              |
|              | Összesen           |                          |              | 6            | mérkőzés         |              | 0            | gól          |

## Sikerei, díjai
Vasas
- Bronzérmes (1): 2016–17

 DAC
- Ezüstérmes (2): 2018–19, 2020–21
- Bronzérmes (1): 2019–20